# Obsazení Velké mešity

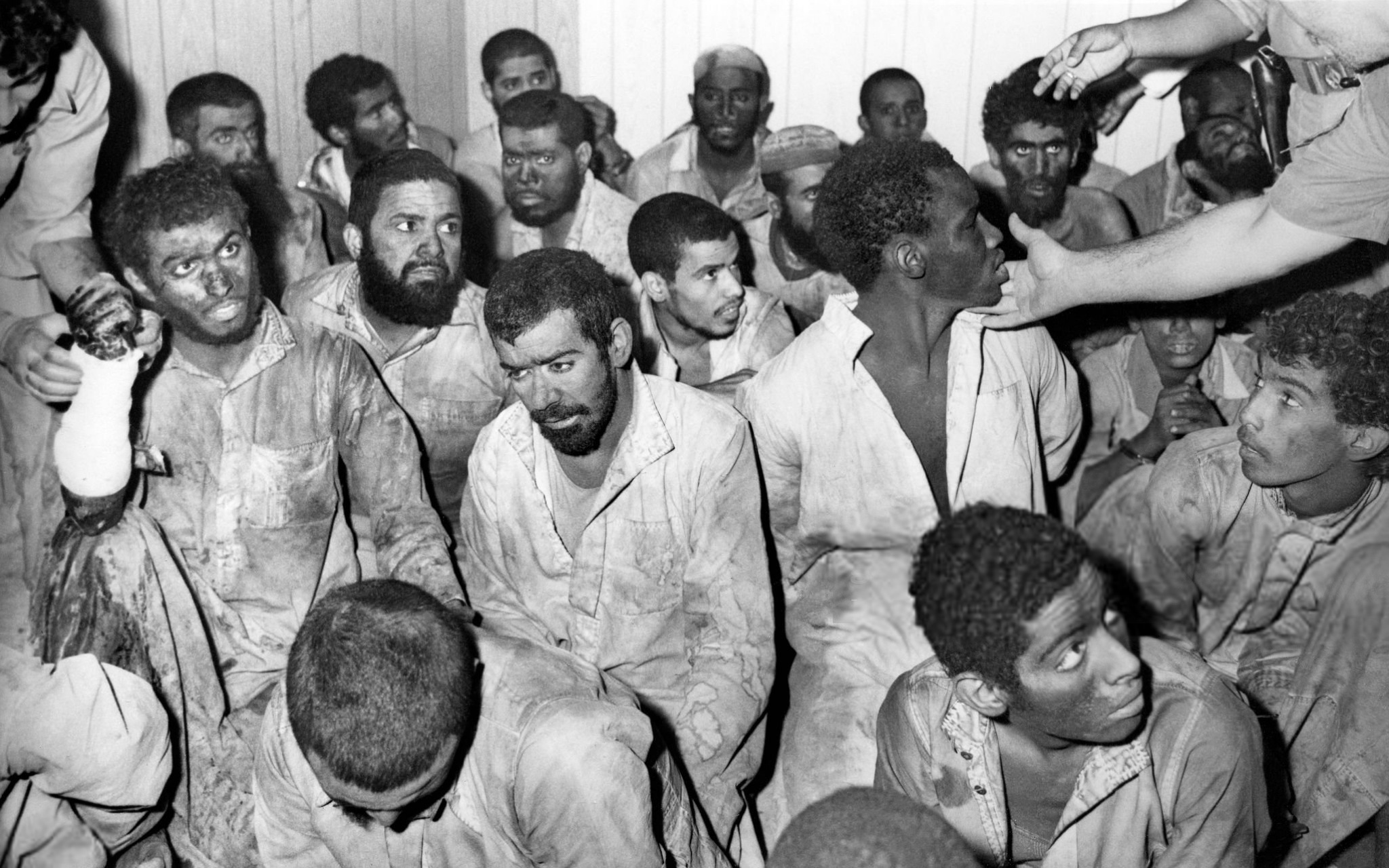
Povstalci zajatí po dobytí Velké mešity vládními jednotkami

Obsazení Velké mešity (arabsky حادثة الحرم المكي) bylo dvoutýdenní obsazení Velké mešity v Mekce povstalci v listopadu a prosinci 1979. Cílem povstalců bylo svržení vlády rodu Saúdů v Saúdské Arábii. Povstalci prohlásili jednoho ze svých vůdců mahdím a vyzvali muslimy celého světa, aby jej poslouchali. Obsazení skončilo vojenským zásahem, připraveným důstojníky GIGN a vykonaným s pomocí pákistánských zvláštních jednotek. Během celého incidentu bylo podle úředních zpráv zabito přibližně 255 poutníků, povstalců a vojáků a 560 jich bylo zraněno. 9. ledna 1980 bylo 63 zajatých povstalců veřejně popraveno na náměstích celkem osmi saúdských měst. Saúdský režim se v odpověď na incident více islamizoval a muslimští duchovní získali v Saúdské Arábii více pravomocí.